# غملول متباعد الأزهار
الغملول متباعد الأزهار نوع نباتي يتبع جنس الغملول من الفصيلة الرصاصية.

## الموئل والانتشار
موطنه تركيا.